# DDR-Oberliga 1976-1977
L'edizione 1976-77 della DDR-Oberliga vide la vittoria finale della Dinamo Dresda.
Capocannoniere del torneo fu Joachim Streich (1. FC Magdeburgo), con 17 reti.

## Classifica finale
|     | Classifica              | Pt | G  | V  | N  | P  | GF | GS |
| --- | ----------------------- | -- | -- | -- | -- | -- | -- | -- |
| 1.  | Dinamo Dresda           | 38 | 26 | 16 | 6  | 4  | 66 | 27 |
| 2.  | 1. FC Magdeburgo        | 34 | 26 | 14 | 6  | 6  | 47 | 28 |
| 3.  | Carl Zeiss Jena         | 33 | 26 | 14 | 5  | 7  | 45 | 31 |
| 4.  | Dinamo Berlino          | 32 | 26 | 14 | 4  | 8  | 43 | 27 |
| 5.  | Lokomotive Lipsia       | 29 | 26 | 10 | 9  | 7  | 40 | 29 |
| 6.  | Rot-Weiß Erfurt         | 25 | 26 | 8  | 9  | 9  | 27 | 35 |
| 7.  | Hallescher Chemie       | 24 | 26 | 7  | 10 | 9  | 34 | 39 |
| 8.  | BSG Sachsenring Zwickau | 22 | 26 | 7  | 8  | 11 | 32 | 34 |
| 9.  | Karl-Marx-Stadt         | 22 | 26 | 10 | 2  | 14 | 35 | 39 |
| 10. | BSG Wismut Aue          | 22 | 26 | 6  | 10 | 10 | 27 | 45 |
| 11. | Union Berlino           | 21 | 26 | 7  | 7  | 12 | 30 | 42 |
| 12. | Vorwärts Frankfurt      | 21 | 26 | 9  | 3  | 14 | 23 | 36 |
| 13. | BSG Stahl Riesa         | 21 | 26 | 8  | 5  | 13 | 28 | 47 |
| 14. | Hansa Rostock           | 20 | 26 | 6  | 8  | 12 | 23 | 41 |

### Verdetti
- Dinamo Dresda campione della Germania Est 1976-77.
- Stahl Riesa e Hansa Rostock retrocesse in DDR-Liga.